# カンデー・ラーオ・ホールカル
カンデー・ラーオ・ホールカル（1798年 - 1807年2月22日）は、インドのマラーター同盟、ホールカル家の当主（在位：1799年 - 1807年）。

## 生涯
1797年9月、カンデー・ラーオの父マルハール・ラーオ・ホールカルはダウラト・ラーオ・シンディアの攻撃を受け、プネーで死亡した。その後、その妊娠中の母は捕えられ、1798年にプネーで彼を生んだ。
1799年1月、叔父ヤシュワント・ラーオ・ホールカルはカンデー・ラーオが当主であることを宣言し、自身も共同統治者（あるいは摂政）となったことを宣言したが、彼はプネーに依然として捕らわれたままだった。
1802年10月、ヤシュワント・ラーオは同盟の宰相バージー・ラーオ2世を破った。そして、1803年にカンデー・ラーオはヤシュワント・ラーオとともにプネーを出て、本国へ帰還した。
カンデー・ラーオ・ホールカルの治世は、摂政である叔父ヤシュワント・ラーオによって政治が行われた。その間にはイギリスとの間に第二次マラーター戦争が起こった。
そして、1807年2月22日にカンデー・ラーオはコレラで死亡し、ヤシュワント・ラーオが単独の当主となった。